# Aldo Mitraj
Aldo Mitraj (ur. 12 stycznia 1987 w Kolonjë) – albański piłkarz.